# Растиняк (замък)
Замъкът Растиняк (на френски: Château de Rastignac) се намира в департамента Дордон във Франция. Негова особеност е, че прилича на южната фасада на Белия дом във Вашингтон построен през 1829 г.
Замъкът е построен между 1812 и 1817 г. През 80-те години на 18 в. маркиз дьо Растиняк има намерение да построи замъка, но избухването на Френската революция през 1789 г. осуетява плановете му. Маркизът е принуден да бяга от Франция, за да се спаси, и проектът му се осъществява чак 20 години по-късно.
На мястото на сегашния замък са намерени следи от по-ранен такъв, датиращ от 1483 г., който е бил опожарен през 1572 г.
На 30 март 1944 г. замъкът Растиняк е опожарен от нацистите и изчезва колекцията му от картини.
На 16 януари 1946 г. замъкът е обявен за исторически паметник на Франция.